# Charlene Ramsay
Charlene Edna "Lennie" Ramsay-Robinson (apellido de soltera: Mitchell), es un personaje ficticio de la serie de televisión australiana Neighbours, interpretado por la actriz Kylie Minogue del 17 de abril de 1986 hasta el 26 de julio de 1988. Su participación en la serie fue fundamental para hacerse conocida y comenzar su carrera musical. Se le atribuye en ayudar a elevar la popularidad de Neighbours junto con Jason Donovan, quien interpretaba a Scott donde el episodio de su boda por 20 millones de personas en Inglaterra, convirtiéndose en uno de los eventos televisivos más vistos.

## Biografía
En su historia de inicio, Charlene nació en Coffs Harbour como la hija menor de Fred (Nick Waters) y Madge Mitchell (Anne Charleston), y hermana de Henry Ramsay (Neighbours) (Craig McLachlan). Cuando era una adolescente, Charlene bebió alcohol, quedó embarazada de su primer novio y tuvo un aborto. En su libro de 1989 The Neighbors Factfile ', Neil Wallis y Dave Hogan describieron la vida de Charlene como "una larga serie de raspaduras y desperdicios". Después de que sus padres se divorciaron, Charlene siguió viviendo con su padre, pero cuando sintió que era incapaz de cuidar de ella, Charlene siguió a su madre a Erinsborough.
Charlene se describía a sí misma como una marimacho, que prefería ser conocida por su apodo de "Lenny". Era conocida por su temperamento, sentido del sarcasmo y generosidad. Ella siempre defendió a aquellos que eran considerados los desvalidos. En su libro Neighbours: The First 10 years, Josephine Monroe escribió que a Charlene no le gustaba ser subestimada y tenía un lenguaje fuerte para decir sus opiniones, por muy contrarias que fueran a las de su madre. Monroe observó que el lado combativo de Charlene la ayudó a hacerse querer por los espectadores. De acuerdo con su naturaleza marimacho, Charlene se formó como mecánica después de dejar la escuela y consiguió un aprendizaje con Rob Lewis (Ernie Bourne). El estilo del personaje a menudo consistía en un overol de color caqui, sudaderas holgadas y su cabello recogido en una permanente.
Minogue pensó que a la gente le gustaba Charlene porque la retrataban como una adolescente australiana promedio, que experimentaba una relación difícil con su madre. Ella continuó: "Ella es un poco rebelde y probablemente se identifiquen con eso, y aunque tiene sus problemas, siempre saldrá victoriosa". Minogue compartió algunas similitudes con su personaje, pero pensó que Charlene era mucho más franca y agresiva que ella. A Minogue le gustaba que Charlene solía decir lo que pensaba, pero bromeaba diciendo que si estaba en problemas y trataba de golpear a alguien como lo hizo Charlene, probablemente se "aplastaría". Minogue también dijo que Charlene era sensible, pero que era poco probable que lo demostrara y que "preferiría morir antes que ser sorprendida llorando".

## Relación con Scott Robinson
Las primeras escenas de Charlene fueron con Scott Robinson (interpretado por Jason Donovan). Él pensó que ella estaba tratando de robar en la casa de Ramsay y la confrontó, lo que resultó en que Charlene lo golpeara en la nariz. Minogue terminó golpeando a Donovan de verdad durante la toma. Los productores pronto crearon un arco de la historia para los personajes que los vieron entrar en una relación romántica. La relación de Scott y Charlene ayudó a aumentar los índices de audiencia de Neighbors y el publicista del programa, Brian Walsh, aprovechó la creciente popularidad de Minogue y Donovan entre los espectadores y el rumoreado romance fuera de la pantalla. Sobre Scott y Charlene, Minogue comentó: "Gente como Scott y Charlene son pareja. Es probablemente la relación más normal del programa". Kelly Bourne de TV Week observó que Scott y Charlene tocaron la fibra sensible de los fanáticos, quienes podían identificarse con ellos.
Scott y Charlene tuvieron problemas durante sus primeros 12 meses juntos y rompieron varias veces. Una de esas rupturas ocurrió después de que la madre de Charlene pensara que debería salir con otros chicos, mientras que Scott tuvo que repetir su último año de escuela sin ella. Scott inicialmente no estaba seguro de cómo recuperar a Charlene, pero después de hablar con su abuela, Helen (Anne Haddy), quien mencionó que su esposo le dio un anillo de la amistad, Scott salió y compró uno para Charlene. Mientras disfrutaban de una barbacoa en la caravana de Charlene junto al lago de Lassiter, la pareja discutió sobre Charlene pasando tiempo con Warren Murphy (Ben Mendelsohn) y Scott decidió irse. Cuando Charlene comenzó a perseguir a Scott, se encontró atrapada por un fuego que había iniciado accidentalmente por Greg Davis (Alex Papps). Greg había estado almacenando gasolina debajo de la caravana y la derramó mientras sacaba las latas, haciendo que la gasolina se dirigiera hacia la barbacoa que aún ardía. Scott rescató a Charlene "aterrorizada" de las llamas, pero una explosión los arrojó a ambos al suelo y Charlene quedó inconsciente.
Donovan comentó que Scott amaba a Charlene, así que cuando vio que estaba en peligro, se olvidó de pensar en sí mismo y simplemente entró a rescatarla. Donovan agregó que Scott estaba "devastado" cuando vio que Charlene había resultado herida. En el hospital, Scott le dio a Charlene el anillo de la amistad y declaró que vivirían juntos. Minogue le dijo a Bourne que Charlene se sintió halagada por el regalo, mientras que Donovan declaró que demostraba que se amaban y que no iban a romper de nuevo. Minogue estuvo de acuerdo con Donovan y dijo: "Existe ese amor subyacente, ya sea que estén juntos o no". Después de enterarse de los planes de la pareja de mudarse juntos, sus amigos y vecinos expresaron su sorpresa por lo seria que se había vuelto la pareja. Cuando Charlene le mostró el anillo a Daphne Clarke (Elaine Smith) y le dijo que ella y Scott querían vivir juntos, Daphne se mostró desconfiada de la idea. El amigo de Scott, Mike Young (Guy Pearce) también expresó su oposición, pero Scott estaba decidido a que nadie les impidiera mudarse juntos. Bourne señaló que la conmoción de Daphne por los planes de la pareja fue "el comienzo de una gran controversia que dividió a los habitantes de Ramsay Street".
Cuando los espectadores mayores de Neighbours expresaron su preocupación por el hecho de que una pareja joven se mudara juntos, los productores decidieron casarlos en su lugar. En la pantalla, ninguna familia aprobó el plan de Scott y Charlene de mudarse juntos, pero cuando Scott se enteró de que su padre solo tenía 18 años cuando se casó, Scott encontró la solución a su problema y le pidió a Charlene que se casara con él. Minogue dijo que Charlene se sorprendió al principio, pero se puso "muy emocionada" con la idea de casarse. Ella continuó: "Ella sabe que quieren vivir juntos y han tenido tantos problemas para conseguir la aprobación de sus padres que supongo que casarse parece lo más lógico. Estarán juntos de todos modos, así que es mejor que lo finalicen". Después de superar su conmoción inicial, Madge le dio a la pareja su bendición para casarse. Minogue y Donovan estuvieron de acuerdo en que no se casarían tan jóvenes, y Donovan pensó que las parejas más jóvenes deberían vivir juntas primero. También creía que Scott se estaba apresurando a hacer las cosas. Scott y Charlene se casaron durante el "Episodio 523", que se transmitió por primera vez el 1 de julio de 1987 a dos millones de espectadores australianos. El episodio se convirtió en "un fenómeno televisivo" y Minogue dijo que era lo que se había estado preparando para el romance de Scott y Charlene.
Después de regresar de su luna de miel, Scott y Charlene se mudaron con Madge y Henry, y tuvieron problemas económicos. Apenas tres meses después de su boda, los productores decidieron lanzarle la tentación a la pareja para mantener interesante su relación, como cuando Scott besó a Jane Harris (Annie Jones) mientras ella lo ayudaba a estudiar para su examen, causando que ella se lo confesara a Charlene y lo echara de su casa o cuando la propia Charlene tuvo una breve aventura con su instructor de manejo Steve Fisher (Michael Pope). Estos acontecimientos ayudaron a elevar la confianza entre ellos, prometiéndose de una vez mantenerse fieles uno al otro.

## Salida
"Había estado con Charlene el tiempo suficiente. Me volvería loca si estuviera haciendo Neighbours todo el tiempo".
Kylie Minogue.

Minogue se aventuró en la música durante su tiempo en el programa y su versión de "The Loco-motion" pasó varias semanas en la cima de la lista de música australiana. A finales de 1987, Minogue voló a Inglaterra para grabar "I Should Be So Lucky", antes de regresar a Australia para continuar con Neighbours. La prensa especuló que pronto tendría que tomar una decisión entre actuar y cantar. Poco después, Minogue decidió concentrarse en su floreciente carrera musical y decidió dejar Neighbors después de dos años y medio. Ella filmó sus escenas finales en junio de 1988. La historia de salida de Charlene la vio mudarse a Brisbane, después de que su abuelo, Dan Ramsay (Syd Conabere), les comprara a ella y a Scott una casa allí. Scott inicialmente no pudo ir con su esposa, por lo que ella se despidió de él, en el entendimiento de que se uniría a ella tan pronto como pudiera obtener una transferencia de trabajo. Todo el elenco se reunió en la calle, mientras Charlene se despedía de su hermano, madre y amigos. Luego se subió a su Mini verde y salió de Ramsay Street.
Algunas fuentes han dicho que desde la salida de Minogue, el rating del programa disminuyó a inicios de los 90, con el argumento de que el personaje de Charlene fue quien elevó el programa a la popularidad, de que los televidentes lo veían solo por su historia con Scott y que al finalizar esta con la próxima salida de Jason Donovan, muchos decidieron no ver más Neighbours argumentando que las siguientes historias no tendrían su mismo nivel de interés ni el emblemático sentimiento que rodeó a la relación de la icónica pareja.

## Posible regreso
Mientras varios personajes antiguos han vuelto a la serie en temporadas recientes, el personaje de Charlene Ramsay se ha vuelto popular debido a su larga ausencia de más de treinta años, esto debido a la carrera de Minogue en la música. En noviembre de 2004, Minogue fue invitada a filmar un cameo para el vigésimo aniversario del programa el año siguiente. Luego surgió un informe de que Minogue estaba dispuesta a filmar una aparición como Charlene mientras estaba de gira en el Reino Unido, pero los productores habían rechazado la oferta. Sin embargo, en un comunicado de la productora Grundy Television, los productores dijeron que "hicieron todo lo posible por complacer a Minogue", incluida la filmación del cameo en cualquier parte del mundo, pero que su oferta fue rechazada. En mayo de 2010, Minogue pensó en regresar a Neighbors durante una entrevista publicada en The Sun. Minogue comentó lo divertido que sería volver a aparecer como Charlene, después de años de decir que no, y agregó: "Decidí cómo funcionaría. Charlene encendería el disco en su Mini mejorado en el que ha estado trabajando en todo el tiempo".
En 2014, el hijo de Scott y Charlene, Daniel Robinson (Tim Phillipps), llegó a Neighbors. Si bien Phillipps aún no ha tenido ningún contacto con Minogue, se ha visto a Daniel haciendo varias llamadas telefónicas a Charlene en la pantalla. Phillipps también dijo que Scott y Charlene todavía estaban juntos y se habían convertido en "padres realmente amorosos y comprensivos" para Daniel y su hermana, Madison (Sarah Ellen), quien fue presentada en 2016. En agosto de 2014, una portavoz de Network Ten le dijo a Australian Associated Press que Minogue había sido invitada a regresar a Neighbours para las celebraciones del 30 aniversario del programa en 2015, pero ella decidió no regresar. Sin embargo, Minogue aceptó participar en el especial documental Neighbors 30th: The Stars Reunite, que se emitió en Australia y el Reino Unido en marzo de 2015.